# Château de Launay (Villebernier)
Pour les articles homonymes, voir Château de Launay.
Le château de Launay est un château situé à Villebernier, en France,.

## Localisation
Le château est situé dans le département français de Maine-et-Loire, sur la commune de Villebernier, à proximité de Saumur.

## Historique
L'édifice est construit au début du XVe siècle. Il appartient à Jean Crist, puis Emery de Souvigné et ensuite Étienne Bernard. Le roi René en fait l'acquisition en 1444 et en fait don deux ans plus tard à sa femme Isabelle de Lorraine. Il y séjourne plusieurs fois, donnant notamment un tournoi en 1446
L'édifice est inscrit et classé en 1963 au titre des monuments historiques.